# 陳弘訓
陳弘訓（1671年—？），又名陳宏訓，號梅峰，浙江山陰人，同进士出身。官至陕西平罗县知县，著有《梅峰文集》。